# RANDU

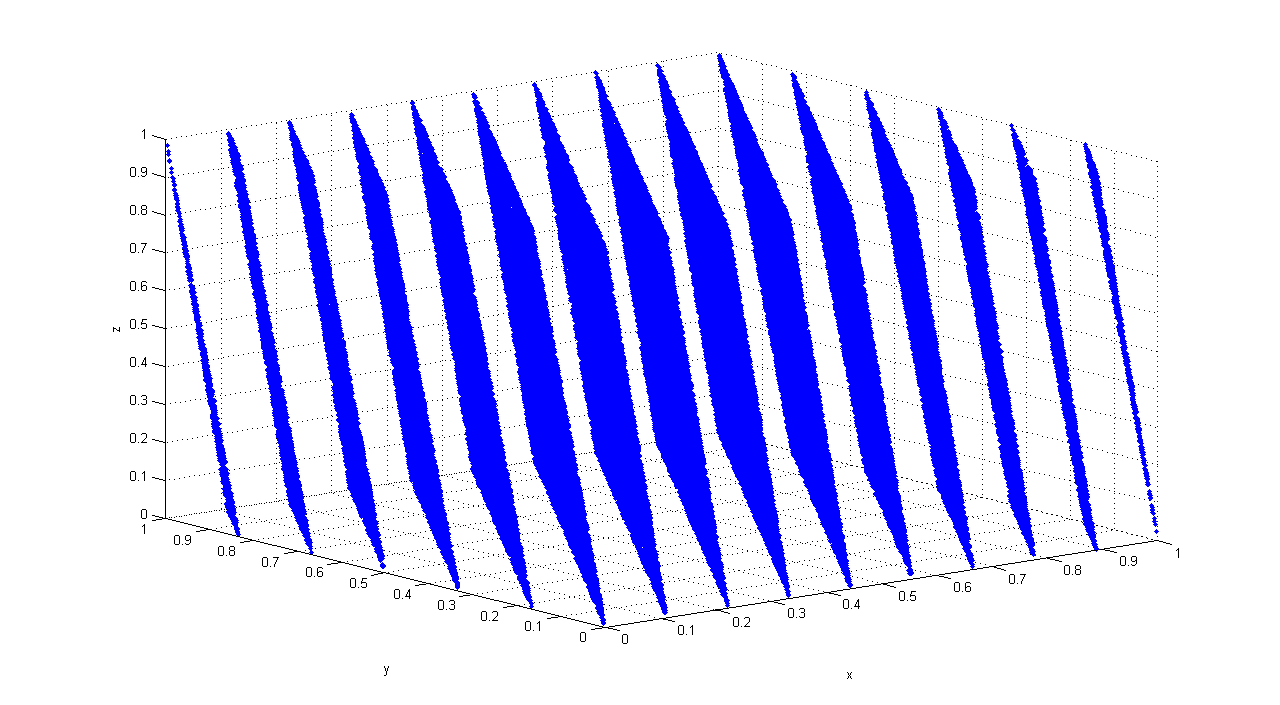
Tracé tridimensionnel de 100 000 valeurs générées avec RANDU. Chaque point représente 3 valeurs pseudo-aléatoires consécutives. On voit clairement que les points se situent dans 15 plans bidimensionnels.

RANDU est le nom d'un générateur congruentiel linéaire introduit dans les années 1960, sur des machines IBM System/370 ou d’autres machines 32 bits. Il est très impopulaire car il possède de nombreux biais auxquels ont dû faire face les personnes qui l'ont utilisé.

## Définition
Il est défini par la relation de récurrence :
avec X0 impair.
On engendre des nombres réels pseudo-aléatoires entre 0 et 1
par 

## Critiques
C'est l'exemple parfait du fait que le potentiel d'un générateur ne saurait en aucun cas garantir sa qualité. En effet, bien que son potentiel soit de 31 (le minimum requis pour un bon générateur est de 5), il donne des résultats plus que décevants au test spectral pour des dimensions supérieures à 2 et n’aurait donc jamais dû être utilisé. De plus l'absence d'incrément fait que sa période est faible (moins de 230).
Les défauts de ce générateur s'expliquent en remarquant que {\displaystyle 65539=2^{16}+3.}
C'est pour cela que ce générateur avait été introduit. En effet, la multiplication par 65539, opération lente sur les machines de l'époque, était remplacée par un algorithme plus rapide utilisant des additions et des décalages de bits (shift), puisque {\displaystyle 65539\times x=x\ll 16+x\ll 1+x}.

Malheureusement, un tel choix de multiplicateur, {\displaystyle m=2^{16}+3}, est un désastre pour les propriétés statistiques. En effet, 
On en déduit que trois nombres successifs Xn, Xn+1 et Xn+2
vérifient toujours la relation
Il en est de même pour les réels rn qui vérifient
Cette relation donne des corrélations macroscopiques : par exemple, une modification des valeurs de rn et rn+1 de l'ordre de 0,01, change la valeur de rn+2 d'au plus 0,15.
Pour avoir un « bon » générateur, on souhaite une relation avec des coefficients beaucoup plus grands que 6 et 9, de telle manière qu'une petite modification de rn ou rn+1 change complètement la valeur de rn+2, pour donner l'illusion d'un tirage vraiment aléatoire.
Ce générateur est parfois étudié dans les cours, pour ses vertus pédagogiques.
« ...its very name RANDU is enough to bring dismay into the eyes and stomachs of many computer scientists! » — Donald E. Knuth